# Mike Federspiel
Mike Federspiel (n. Ciudad de Luxemburgo, 12 de agosto de 1990) es un jugador de fútbol profesional luxemburgués que juega en la demarcación de portero para el FC Etzella Ettelbruck.

## Biografía
Mike Federspiel debutó como futbolista profesional en 2007 para el FC Mamer 32. Tras un año en el club, Mike fichó por el FC Swift Hesperange por cuatro tempora. Tras finalizar el contrato Mike volvió al FC Mamer, y tras permanecer un año fue traspasado al FC Etzella Ettelbruck. En 2014 volvió al FC Mamer 32.

## Clubes
| Club                  | País       | Año         |
| --------------------- | ---------- | ----------- |
| FC Mamer 32           | Luxemburgo | 2007 - 2008 |
| FC Swift Hesperange   | Luxemburgo | 2008 - 2012 |
| FC Mamer 32           | Luxemburgo | 2012 - 2013 |
| FC Etzella Ettelbruck | Luxemburgo | 2013 - 2014 |
| FC Mamer 32           | Luxemburgo | 2014 -      |